# Provincia de Troms y Finnmark
Troms y Finnmark (en noruego Troms og Finnmark; en sami septentrional Romsa ja Finnmárku; en kven Tromssa ja Finmarkku) es una provincia ubicada en el norte de Noruega, siendo de todas ellas la más septentrional.
En 1844, las provincias de Troms y Finnmark se habían separado, habiendo pertenecido ambas a una provincia en común desde 1919. La reforma administrativa de Noruega del 2020 decidió nuevamente unir las provincias desde el 1 de enero de 2020, juntando además el municipio de Tjeldsund, que hasta ese momento pertenecía a la provincia de Nordland.
Limita en el suroeste con la provincia de Nordland, en el sur con Suecia y Finlandia, y en el este con el óblast de Murmansk, en Rusia.
Territorialmente cuenta con 74 813,34 km², lo que la convierte en la provincia más grande de Noruega, dividida a su vez en 39 municipios, con una población de 243.514 habitantes a agosto de 2019.

## Historia

### Historia administrativa
Troms y Finnmark constituyen básicamente una continuación de  Vardøhus , que originalmente le pertenecía a Bergenhus len, y que en 1576 tenía la condición de  hovedlen. A partir de 1662 fue continuó como  Vardøhus amt. Vardøhus amt fue incorporado en Nordlandenes amt en 1680, pero de nuevo fue separado como  condado en 1685 y equivalió al condado de  Finnmark. En 1787 fue la parte más septentrional de la Nordlandenes amt, Senjen y Tromsø fogderi, fue transferido a Vardøhus amt, y cambió su nombre a Finmarkens amt. En 1844 obtuvo Senjen y Tromsø fogderi estado independiente amt, Tromsø amt, y al mismo tiempo fue stiftamt (hovedamt) para los dos underamtene Tromsø y Finmarken. El esquema con stiftamt fue abolida en el año 1919, y al mismo tiempo se cambió la de dos amtene nombre del condado de Troms y Finnmark condado. Los condados fueron reunidos en 2020 bajo el nombre de Troms y Finnmark, que ha sido utilizado como un común landskapsbetegnelse.

### Nombre
El nombre de la provincia deriva de la unión de sus antiguos nombre,  Troms y Finnmark.. En el idioma saami se denomina Romsa ja Finnmárku, y en el idioma kven Tromssa ja Finmarkku. Los tres nombres son oficiales en la provincia.
El nombre de Troms y Finnmark se publicó en una carta de intenciones el 15 de febrero de 2018. El nombre fue utilizado en una proposición del 6 de abril de 2018, finalmente fue sancionada oficialmente el 22 de junio de 2018.

### Reforma administrativa del 2020
La reunificación de Troms y Finnmark como una provincia fue parte de la reforma administrativa del 2020 en Noruega. Este fue uno de los proyectos políticos de Erna  y disminuyendo de 19 provincias a 11 en Noruega. Un primer borrador fue presentado el 5 de abril de 2016, y fue adoptada por el Parlamento noruego el 8 de junio de 2017. La Resolución 844 del 8 de junio de 2017, dictaminó: "Troms fylkeskommune og Finnmark fylkeskommune slås sammen fra 1. januar 2020»; det nye fylket hadde ennå ikke fått noe navn." o en una traducción libre al español como "Las provincias y consejos de Troms y Finnmark serán fusionados desde el 1 de de enero de 2020"; en ese momento no fue dictaminado un nombre oficial.
La reforma encontró resistencia en Finnmark. El 14 de febrero de 2018 se reunieron representantes de Troms y Finnmark en el Oslo Airport hotel en Gardermoen de Oslo. El objetivo era acordar un acuerdo para la fusión de las dos pronvincias. El mediador fue Knut Storberget, y entre las partes estaba el presidente de Troms, Willy Ørnebakk, y  presidente de  fylkesordfører en Finnmark, Ragnhild Vassvik.
Al día siguiente, el 15 de febrero de 2018, a las 16, se negoció un acuerdo. Entre los puntos de este acuerdo fueron:
- El liderazgo político debe tener su asiento en Tromsø. Esto se aplica para el nuevo consejo de la provincia de Troms y Finnmark.[2]
- El nuevo consejo provincial tendrá 57 miembros, en referencia a los antiguos 37 puestos que había en Troms[9] y 35 miembros en Finnmark .
- El gobernador de la provincia de Troms y Finnmark , tendrá su asiento en Vadsø.[10] El 1 de enero de 2019 Elisabeth Aspaker, fue nombrada nueva gobernadora de la provincia.[11]

### Referéndum sobre la fusión
El acuerdo negociado encontró resistencia en Finnmark, y el 15 de marzo fue rechazado en el consejo de Finnmark con una votación de 21 en contra y 11 a favor. Se estableció la celebración de un referéndum  celebrado el 14 de mayo de 2018, el cual arrojo un 87% de votantes en contra de la fusión.

### Posible disolución
Después de que el partido progresista dejara de gobernar  en enero de 2020, se le notificó a la stortingsforslag que las provincias puedan revocar su tvangssammenslåingen si ellas lo desean.

## Geografía y demografía

### Troms

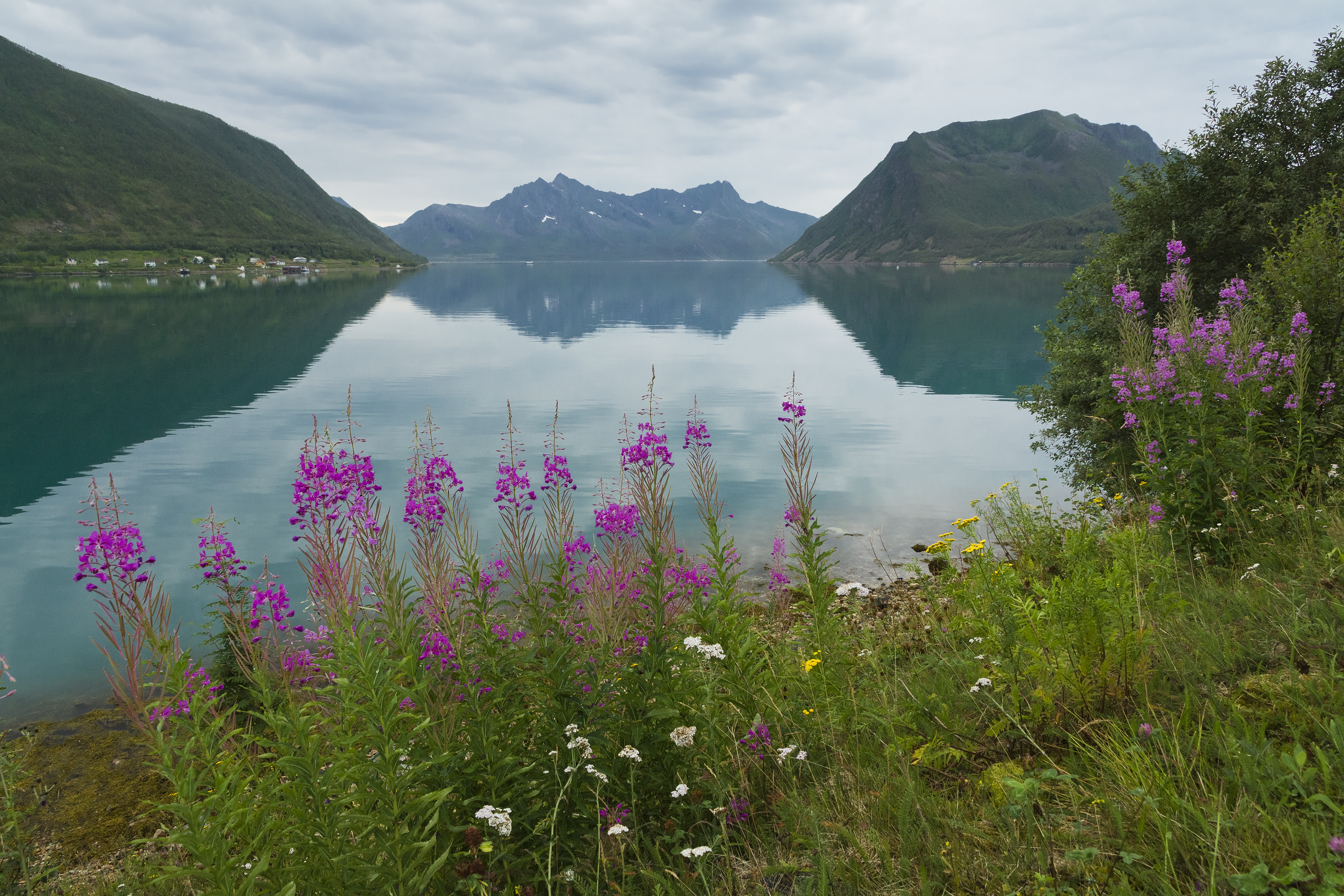
Vista desde Sifjord en Senja contra Sifjorden.

Troms de las fronteras en el sur del condado de Nordland y en el este de Finnmark, y el condado de formulario de la parte central del Norte de Noruega. Troms es el único condado en Noruega, en la que tanto la frontera con Suecia y Finlandia, respectivamente, Norrbotten y Laponia. Treriksrøysa, Suecia punto más septentrional, es compartida con el condado de Troms. Nordhellingen de Halti, Finlandia más alto de la montaña, ubicado en el condado de Troms.

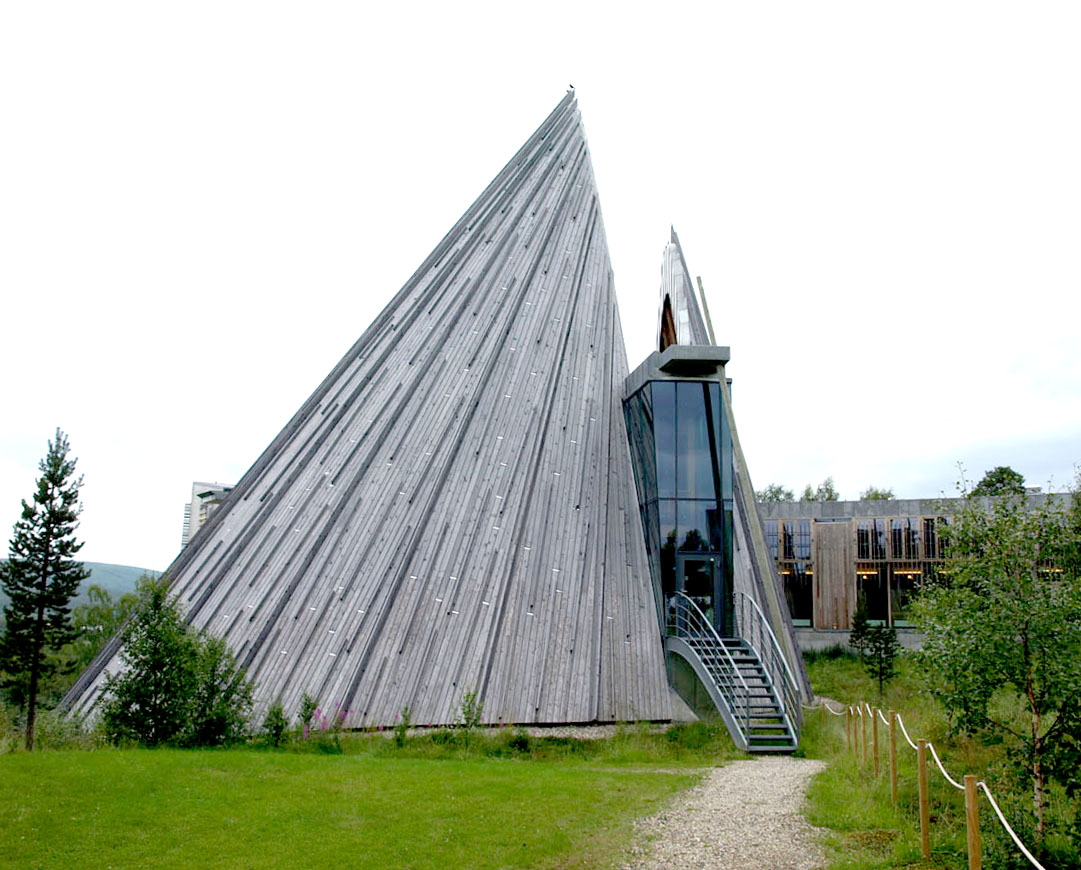
El parlamento se ve desde el exterior. El actual edificio del Parlamento sami se encuentra en Karasjok, en una parte de la finnmark meseta.

### Clima
A pesar de su ubicación septentrional,  Finnmark tiene un clima no tan extremadamente frío debido a  la corriente del golfo. En la costa las temperaturas suelen ser moderadas en invierno. Sin embargo, los veranos son más cálidos en el interior y en el este de Finnmark, llegando a temperaturas superiores a los 30 grados.

## Municipios
El condado de Troms og Finnmark tiene 39 municipalidades:
| n.º municipio | Nombre       | Centro administrativo | Localzación   | Establecido             | Antiguo n.º municipal (antes de 2020) | Antiguo condado (antes de 2020)                |
| ------------- | ------------ | --------------------- | ------------- | ----------------------- | ------------------------------------- | ---------------------------------------------- |
| 5401          | Tromsø       | Tromsø                |               | 1 de enero de 1838      | 1902 Tromsø                           | Troms                                          |
| 5402          | Harstad      | Harstad               |               | 1 de enero de 1904      | 1903 Harstad Bjarkøy                  | Troms                                          |
| 5403          | Alta         | Alta                  |               | 1 de enero de 1863      | 2012 Alta                             | Finnmark                                       |
| 5404          | Vardø        | Vardø                 |               | 1 de enero de 1838      | 2002 Vardø                            | Finnmark                                       |
| 5405          | Vadsø        | Vadsø                 |               | 1 de enero de 1838      | 2003 Vadsø                            | Finnmark                                       |
| 5406          | Hammerfest   | Hammerfest            |               | 1 de enero de 1838      | 2004 Hammerfest 2017 Kvalsund         | Finnmark                                       |
| 5411          | Kvæfjord     | Borkenes              |               | 1 de enero de 1838      | 1911 Kvæfjord                         | Troms                                          |
| 5412          | Tjeldsund    | Evenskjer             |               | 1 de enero de 1909      | 1852 Tjeldsund                        | Nordland                                       |
| 5412          | Tjeldsund    | Evenskjer             | 1913 Skånland | 1 de enero de 1909      | Troms                                 |                                                |
| 5413          | Ibestad      | Hamnvik               |               | 1 de enero de 1838      | Troms                                 | 1917 Ibestad                                   |
| 5414          | Gratangen    | Årstein               |               | 1 de julio de 1926      | Troms                                 | 1919 Gratangen                                 |
| 5415          | Lavangen     | Tennevoll             |               | 1 de enero de 1907      | Troms                                 | 1920 Lavangen                                  |
| 5416          | Bardu        | Setermoen             |               | 1 de enero de 1854      | Troms                                 | 1922 Bardu                                     |
| 5417          | Salangen     | Sjøvegan              |               | 1 de enero de 1871      | Troms                                 | 1923 Salangen                                  |
| 5418          | Målselv      | Moen                  |               | 1 de enero de 1848      | Troms                                 | 1924 Målselv                                   |
| 5419          | Sørreisa     | Sørreisa              |               | 1 de septiembre de 1886 | Troms                                 | 1925 Sørreisa                                  |
| 5420          | Dyrøy        | Brøstadbotn           |               | 1 de septiembre de 1886 | Troms                                 | 1926 Dyrøy                                     |
| 5421          | Senja        | Finnsnes              |               | 1 de enero de 2020      | Troms                                 | 1927 Tranøy 1928 Torsken 1929 Berg 1931 Lenvik |
| 5422          | Balsfjord    | Storsteinnes          |               | 1 de enero de 1860      | Troms                                 | 1933 Balsfjord                                 |
| 5423          | Karlsøy      | Hansnes               |               | 1 de enero de 1838      | Troms                                 | 1936 Karlsøy                                   |
| 5424          | Lyngen       | Lyngseidet            |               | 1 de enero de 1838      | Troms                                 | 1938 Lyngen                                    |
| 5425          | Storfjord    | Hatteng               |               | 1 de enero de 1929      | Troms                                 | 1939 Storfjord                                 |
| 5426          | Kåfjord      | Olderdalen            |               | 1 de enero de 1929      | Troms                                 | 1940 Kåfjord                                   |
| 5427          | Skjervøy     | Skjervøy              |               | 1 de enero de 1838      | Troms                                 | 1941 Skjervøy                                  |
| 5428          | Nordreisa    | Storslett             |               | 1 de enero de 1886      | Troms                                 | 1942 Nordreisa                                 |
| 5429          | Kvænangen    | Burfjord              |               | 1 de enero de 1863      | Troms                                 | 1943 Kvænangen                                 |
| 5430          | Kautokeino   | Kautokeino            |               | 1 de enero de 1851      | 2011 Kautokeino                       | Finnmark                                       |
| 5432          | Loppa        | Øksfjord              |               | 1 de enero de 1838      | 2014 Loppa                            | Finnmark                                       |
| 5433          | Hasvik       | Breivikbotn           |               | 1 de enero de 1858      | 2015 Hasvik                           | Finnmark                                       |
| 5434          | Måsøy        | Havøysund             |               | 1 de enero de 1838      | 2018 Måsøy                            | Finnmark                                       |
| 5435          | Nordkapp     | Honningsvåg           |               | 1 de julio de 1861      | 2019 Nordkapp                         | Finnmark                                       |
| 5436          | Porsanger    | Lakselv               |               | 1 de enero de 1838      | 2020 Porsanger                        | Finnmark                                       |
| 5437          | Karasjok     | Karasjok              |               | 1 de enero de 1866      | 2021 Karasjok                         | Finnmark                                       |
| 5438          | Lebesby      | Kjøllefjord           |               | 1 de enero de 1838      | 2022 Lebesby                          | Finnmark                                       |
| 5439          | Gamvik       | Mehamn                |               | 1 de enero de 1914      | 2023 Gamvik                           | Finnmark                                       |
| 5440          | Berlevåg     | Berlevåg              |               | 1 de enero de 1914      | 2024 Berlevåg                         | Finnmark                                       |
| 5441          | Tana         | Tana Bru              |               | 1 de enero de 1864      | 2025 Tana                             | Finnmark                                       |
| 5442          | Nesseby      | Varangerbotn          |               | 1 de enero de 1839      | 2027 Nesseby                          | Finnmark                                       |
| 5443          | Båtsfjord    | Båtsfjord             |               | 1 de enero de 1839      | 2028 Båtsfjord                        | Finnmark                                       |
| 5444          | Sør-Varanger | Kirkenes              |               | 1 de julio de 1858      | 2030 Sør-Varanger                     | Finnmark                                       |